# 包永昌
包永昌（?—?），甘肅省鞏昌府洮州廳人，清朝政治人物、同進士出身。
光緒二年（1876年）丙子科甘肅鄉試第一名舉人。光緒三年（1877年），参加丁丑科殿試，登進士三甲第52名。同年五月，經吏部掣簽，授即用知縣。